# Anneliese Bretschneider
Anneliese Bretschneider (* 24. August 1898 in Glauchau; † 20. November 1984 in Potsdam) war eine Sprachwissenschaftlerin, die sich besonders mit der Dialektologie des Märkischen beschäftigt hat. Sie gilt als die Begründerin des Brandenburg-Berlinischen Wörterbuchs.

## Leben und Wirken

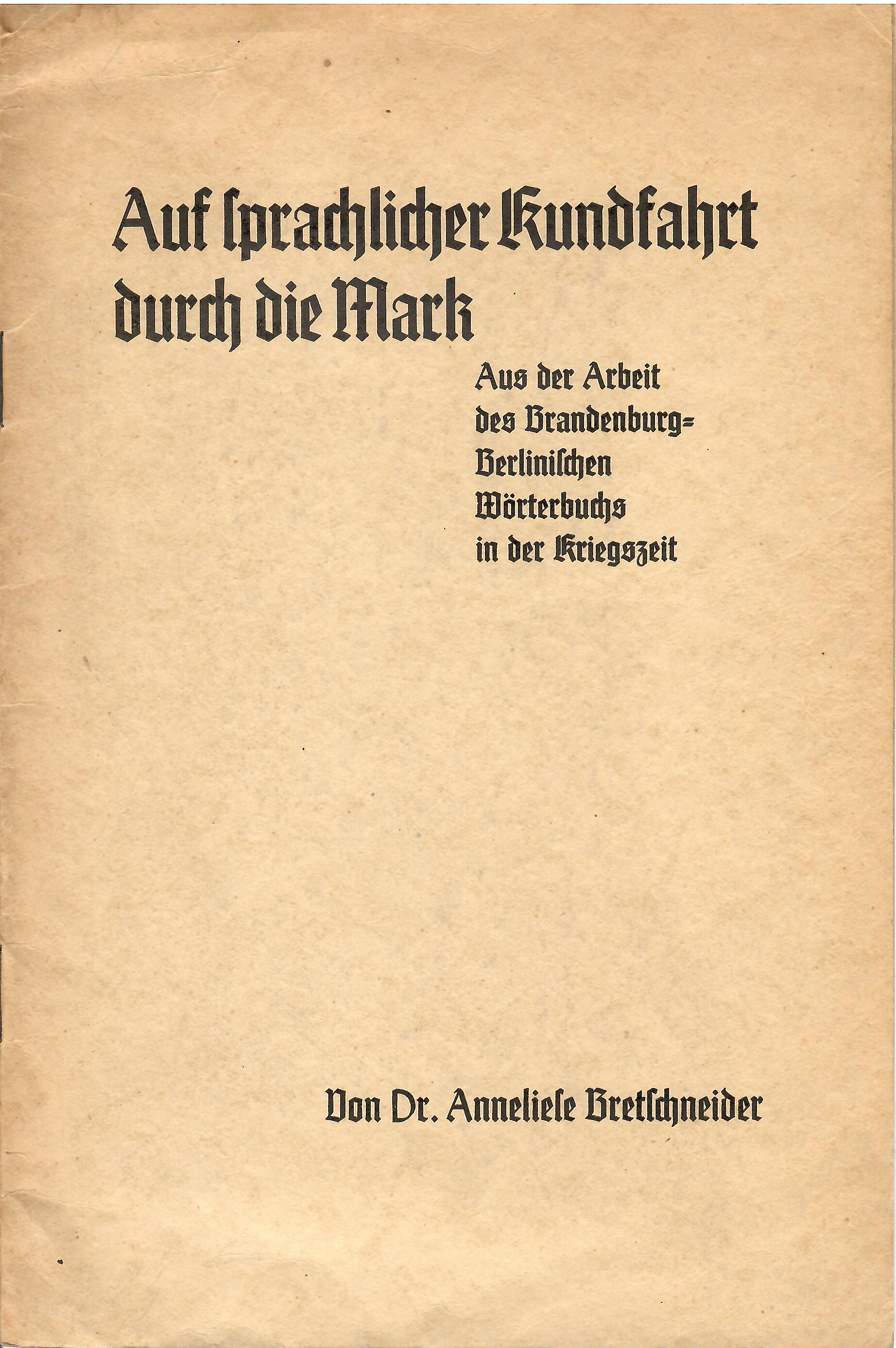
Veröffentlichung von Anneliese Bretschneider über die Arbeit am Brandenburg-Berlinischen Wörterbuch während des Zweiten Weltkrieges (1942)

Anneliese Bretschneider wirkte v. a. in Marburg, Berlin und Potsdam. Sie wurde am 24. August 1898 in eine Großhändlerfamilie im sächsischen Glauchau geboren. Sie besuchte die Schule in Werdau und machte 1917 in Zwickau ihr Abitur. 1918 nahm sie ein Studium der Germanistik, Indogermanistik und Geschichte an der Universität Jena auf und setzte es ab 1919 an der Universität Marburg fort, wo sie auch Volkskunde, Dialektologie und allgemeine Sprachwissenschaft sowie Sanskrit und Romanistik studierte. Als Studentin von Ferdinand Wrede wurde sie 1923 mit der Arbeit „Die Sprache des Heliand und ihre dialektgeographische Entwicklung“ in Marburg promoviert. Zusätzlich legte sie an der Universität 1928 das Staatsexamen als Lehrerin an höheren Schulen ab.
Von 1924 bis 1930 war sie in Marburg als wissenschaftliche Assistentin am Deutschen Sprachatlas und am Hessen-Nassauischen Volkswörterbuch tätig. Vermittelt durch Theodor Frings wechselte sie 1931 als Assistentin zum Atlas der deutschen Volkskunde in Berlin, wo sie bis 1932 arbeitete. Bereits seit 1927 führte sie mehrere von der Notgemeinschaft der deutschen Wissenschaft finanzierte dialektologische Forschungsprojekte durch, u. a. gemeinsam mit Ferdinand Wrede und John Meier. Mehrere dieser Forschungen können als Vorarbeiten zum Projekt des Brandenburg-Berlinischen Wörterbuchs angesehen werden, das sie 1939 als letztes der großlandschaftlichen Wörterbücher der deutschen Dialekte begründete und das ihr Lebenswerk werden sollte.
Bereits 1929 trat Bretschneider dem Kampfbund für deutsche Kultur und zum 1. August 1932 der NSDAP bei (Mitgliedsnummer 1.277.168). Vermittelt durch den Erlanger Germanisten Walter Stang wurde sie Mitarbeiterin des Kulturpolitischen Archivs im Amt Rosenberg, dem 1934 gegründeten nationalsozialistischen „Überwachungsamt“, wo sie als Leiterin der Auskunftsstelle die „völkische weltanschauliche Verlässlichkeit“ von Wissenschaftlern und anderen Personen feststellte und Akten mit Informationen über Personen und Ereignisse in der deutschen Kultur anlegte. Zugleich diente sie dem Auswärtigen Amt mit ihren sprach- und volkskundlichen Kenntnissen zur wissenschaftlichen Fundierung von Besitzansprüchen an Polen. Und spätestens seit 1935 arbeitete sie dem Sicherheitsdienst des Reichsführers SS zu, seit 1940 war sie dort als Stipendiatin unter Leitung des Germanisten Wilhelm Spengler tätig. Aus Überzeugung betrieb Bretschneider die völkische Indienstnahme ihrer Forschung.
Nach dem Krieg konnte Bretschneider in der DDR wissenschaftlich tätig bleiben, trotz ihrer nazistischen Gesinnung und aktiven Mitarbeit im nationalsozialistischen Apparat bis in die 40er Jahre. Sie wurde 1949 wissenschaftliche Mitarbeiterin der Deutschen Akademie der Wissenschaften zu Berlin, um das Projekt des Brandenburg-Berlinischen Wörterbuchs zu beenden. Dazu richtete man 1950 eine Arbeitsstelle an der Pädagogischen Hochschule in Potsdam ein, die zuerst Ernst Hadermann und von 1956 bis 1959 Anneliese Bretschneider leitete. Von 1952 bis 1955 war Bretschneider außerdem Dozentin an der Hochschule in Potsdam. Auch nach Ende ihrer aktiven Karriere als Wissenschaftlerin 1959 veröffentlichte sie dialektologische Arbeiten und begleitete die Herausgaben der ersten Bände des Brandenburg-Berlinischen Wörterbuchs mit dem neuen Projektleiter Gerhard Ising. Ihr wichtigstes eigenes Werk war eine Monographie über Die Brandenburgische Sprachlandschaft, die 1981 in Westdeutschland verlegt wurde.
Anneliese Bretschneider starb 1984 in Potsdam. Ihr Grab liegt auf dem Alten Friedhof.

## Veröffentlichungen (Auswahl)
- Die Heliandheimat und ihre sprachgeschichtliche Entwicklung, 1934 (Neudruck 1974)
- Deutsche Mundartenkunde, 1934
- Magdeburg als Kultur- und Sprachzentrum in alter und neuer Zeit, 1935
- Die brandenburgische Sprachlandschaft, 1981
- Brandenburg-Berlinisches Wörterbuch, 4 Bände 1976–2001